# Fort de Bassein
Pour les articles homonymes, voir Bassein.
Le fort de Bassein, dont le nom complet était fort Saint-Sébastien de Bassein (du portugais : Fortaleza de São Sebastião de Baçaím), était une importante place fortifiée, à l’embouchure du fleuve Ulhas dans la mer d'Arabie, qui faisait partie de l'Empire colonial portugais en Inde, de 1535 à 1739. Sis à Bassein (aujourd’hui Vasai) dans l'État de Maharashtra, en Inde, à environ 50 kilomètres au nord du centre de Bombay (Mumbai), le domaine avec ses ruines est devenu un parc naturel protégé fort fréquenté par les touristes. Il est classé au patrimoine national de l’Inde.

## Étymologie
Bassein est la version anglaise du portugais Baçaím qui avait sans doute un rapport avec le peuple konkani des Vasas qui habitaient la région. La ville de Bassein a depuis lors officiellement pris le nom de Vasai.

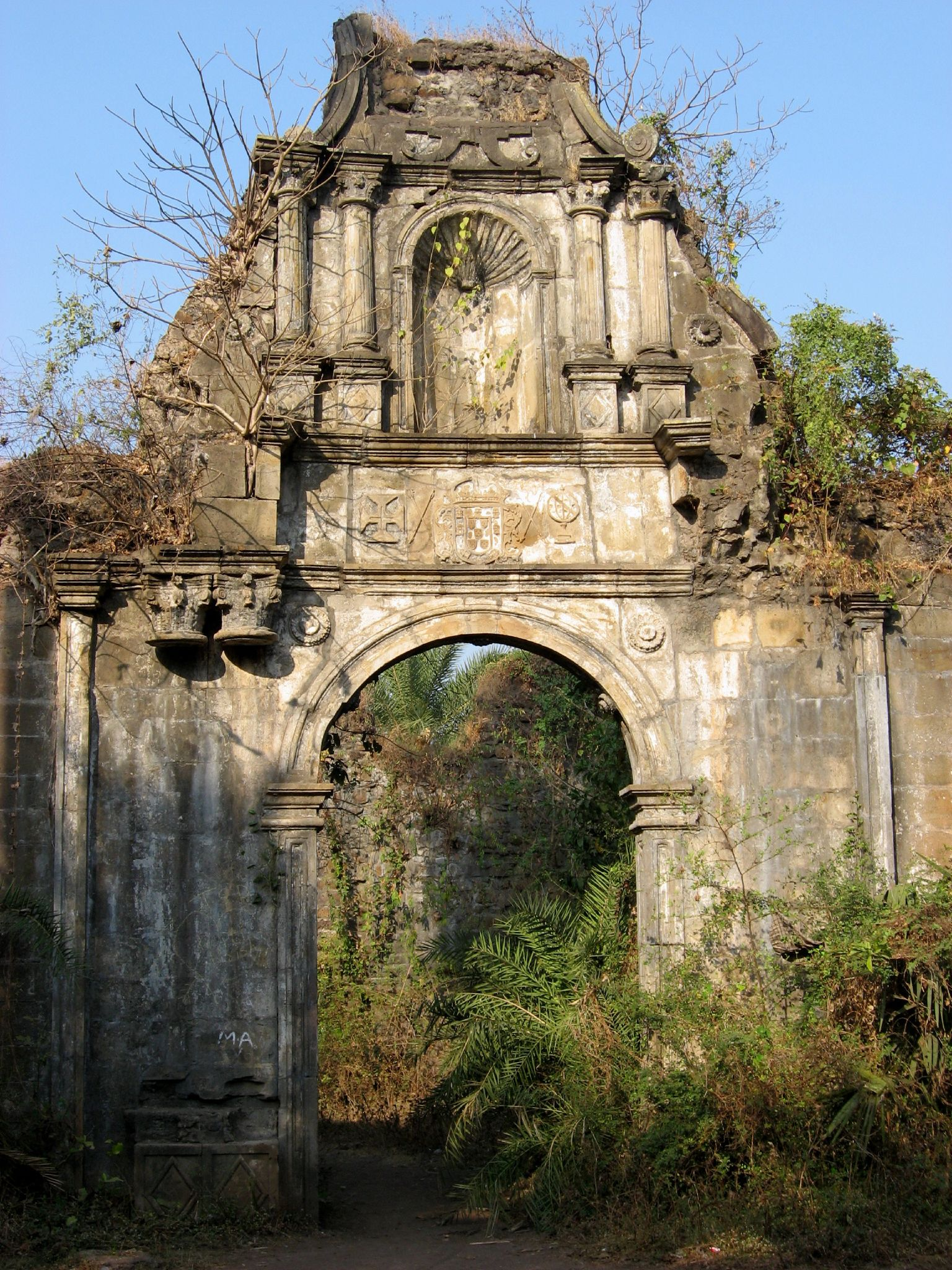
Porte de la citadelle intérieure (avec armes du Portugal).

## Histoire
Les Portugais arrivent sur la côte occidentale de l’Inde en 1498. Après douze ans d’escarmouches, conflits et contacts diplomatiques avec les royaumes locaux ils s’établissent à Goa en 1510. De Goa ils ouvrent des comptoirs commerciaux, défendus par des forteresses, à Cochin, Calicut, Cannanore et Tellichery au sud, et Dabul (en) et Chaul (en) au nord de Goa. Le fort de Chaul (au sud du Bombay actuel) est construit en 1524.
Remontant progressivement la côte vers le nord ils prennent la ville de Bassein, appartenant au sultanat du Gujarat (au nord de Bombay) en 1528, qu’ils perdent en 1530. En 1532 le gouverneur de Goa Nuno da Cunha revient en force et reprend Bassein. On donnera le nom de ‘Saint-Sébastien’ au nouveau fort en commémoration de la victoire, en la fête liturgique de saint Sébastien, le 23 janvier 1533. En 1534 le sultan du Gujarat Bahâdûr Shâh cède par traité Bassein au Portugal, avec ses dépendances: Thana, et les iles de Salsette, Bombay, Worli, Bandra, Wadala et tout ce qui fait le territoire actuel de la grande métropole de Bombay. Avec les postes de Daman (1559) et Diu, encore plus au nord (Gujerat actuel), les Portugais complèteront la liste des comptoirs et forteresses sur la côte occidentale de l’Inde, en bord de mer d'Arabie. 
En 1536 le fort de Bassein est construit par le capitaine Garcia de Sá et devient le quartier général de l’armée chargée de la défense de la partie septentrionale de l’Inde coloniale portugaise. Bassein prend immédiatement de l’importance. Toute une ville se développe à l’intérieur de la place fortifiée. Bassein est seconde de Goa. L’archidiocèse de Goa est érigé en 1534, mais un vicaire général pour le Nord réside déjà à Bassein. En 1534 les franciscains y ont déjà une église. Les Jésuites, à Goa en 1542, reprennent le petit collège des franciscains à Bassein en 1548 : ils y sont envoyés par saint François Xavier. Le collège aura un rôle important dans la formation d’un clergé indigène et missionnaire envoyé en Extrême-Orient, tel saint Gonçalo Garcia, mort martyr au Japon.
Les dominicains suivent (en 1548) et les Augustiniens (après 1572). Bassein est la base arrière des activités missionnaires qui sont organisées dans la région de Chaul à Daman, passant par Bombay, Bandra, Salsette et Thane. En fait les quatre ordres religieux établissent les bases de ce qui deviendra l’archidiocèse de Bombay. 
Durant 150 ans Bassein est la cour du Nord, rivalisant avec celle de Goa. Bassein est la capitale des possessions septentrionales du Portugal en Inde. La ville est prospère car elle bénéficie d’une présence militaire importante assurant ordre et sécurité dans toute la région environnante. C’est la période durant laquelle la ville de Bombay prend forme à la suite de l’unification progressive de sept iles. Les habitants — Portugais, métis et indiens convertis — sont connus comme les Norteiros (les septentrionaux) par association à cette cour du Nord de Bassein.
En 1739, à la fin d’un siège qui dure trois ans le fort de Bassein tombe entre les mains des Marathes. La bataille de Vasai oppose les forces portugaises à celles de l’empire marathe, alors en pleine expansion, conduites par Chimaji Appa, un frère du Peshwâ Baji Rao Ier. Cette victoire est un des grands succès du règne de Baji Rao Ier]. Cependant, n’y voyant qu’une ville chrétienne, les marathes ne considèrent pas l’endroit comme ayant une importance commerciale particulière. Bassein est négligée et périclite.
Craignant un retour des Portugais, les Anglais se saisissent de l’île de Salsette et du fort de Bassein en 1774. En 1802, par le traité de Bassein (en) signé par Bajirao II, Peshwâ de l’empire marathe, ce qui reste du fort et de l’agglomération passent formellement entre les mains de la Compagnie britannique des Indes orientales. Mais au début du XIXe siècle, à 50 km au sud, la ville de Bombay est déjà en plein essor. C’est elle qui remplacera Bassein comme la grande métropole commerciale sur la côte occidentale de l’Inde. 

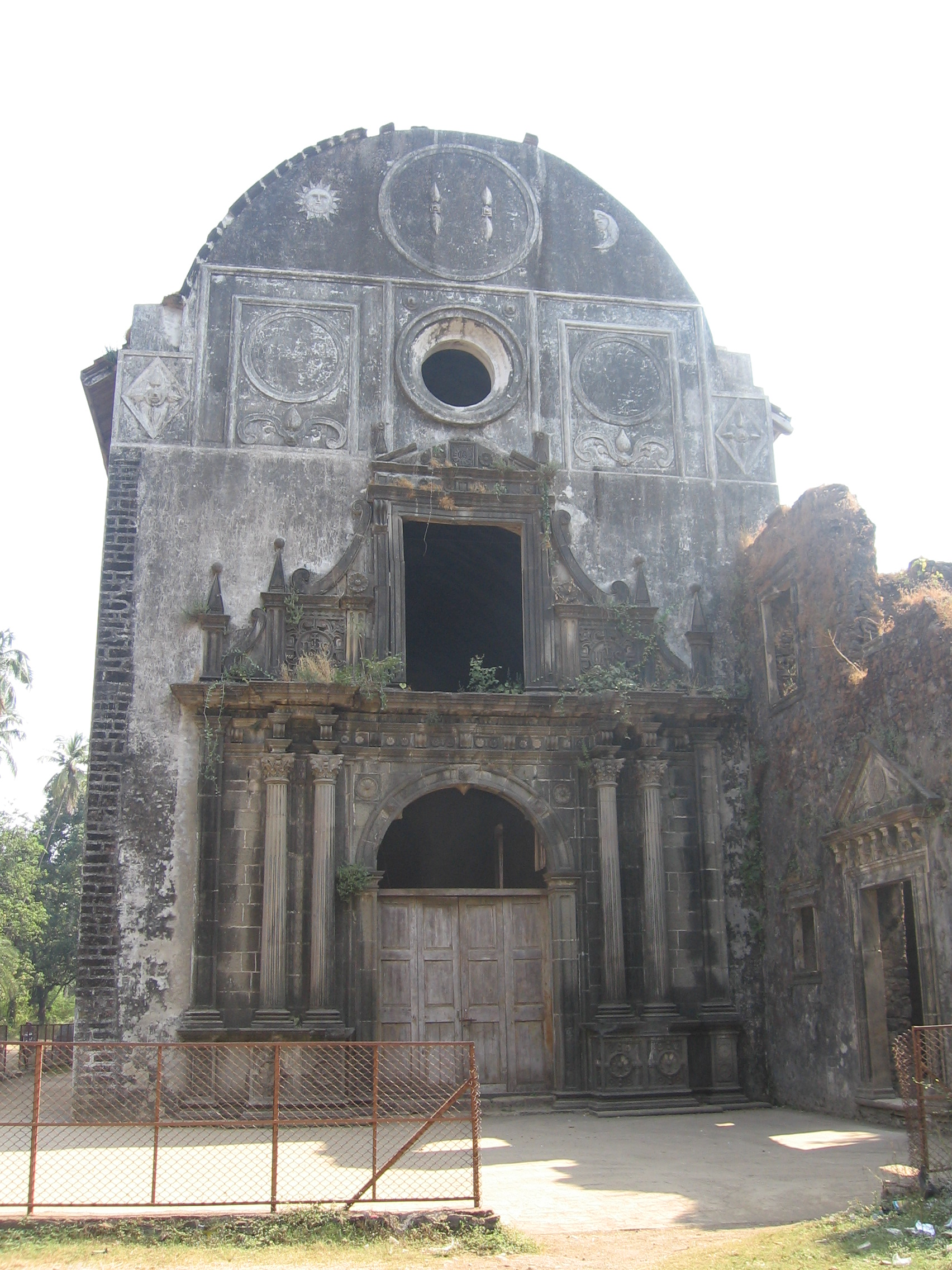
Façade de l'ancienne église jésuite.

## Description
Les remparts de la place fortifiée s’étirant d’ouest en est, avec ses dix bastions, donnent sur la crique de Vasai (en), à l’estuaire du fleuve Ulhas, en bord de mer d'Arabie. Ils sont encore dans un bon état mais envahis par la végétation. Plusieurs tours de guet sont debout, avec leurs escaliers relativement bien conservés. 
Les vestiges de plusieurs bâtiments, à l’intérieur du fort, sont dans un état divers de préservation. Mais fondations et murs restés debout donnent une bonne idée de l’agencement urbanistique général, autour d’une citadelle centrale (la fortaleza). Certaines façades d’églises et le portail d’entrée sont bien conservés. En particulier les constructions en arc ont remarquablement bien résistés aux années d’abandon. Si certaines décorations en pierre taillées ont été effacées par les intempéries d’autres sont parfaitement reconnaissables. 
Trois églises à l'intérieur du fort sont encore reconnaissables. Leur façade et structure, avec cloître latéral, est typique d’églises portugaises du XVIIe siècle. La plus méridionale d’entre elles a un plafond voûté en berceau bien conservé. L’une d’elles est pavée de pierres tombales fort élaborées datant du XVIIIe siècle. 

## Aujourd’hui
- Endroit de prédilection pour les piqueniqueurs et touristes le domaine, qui est classé au patrimoine national de l’Inde (Archeaeological survey of India), est également un favori des tournages de films bollywoodiens.
- Les ruines de l’ancienne église des jésuites est le lieu d’un pèlerinage annuel avec cérémonie religieuse à saint Gonçalo Garcia, l’ancien élève du collège de Bassein devenu franciscain et mort pour la foi chrétienne à Nagasaki, au Japon (1597). Pour l’occasion l’église est rebaptisée ‘église saint Gonçalo Garcia’.
- Un monument avec statue équestre de Chimaji Appa (en), qui vainquit les Portugais à Bassein en 1739, fut érigé au nord et à l’extérieur des anciens remparts du fort.
- Le domaine du fort de Bassein est également un parc naturel. L’endroit est propice à l'observation des papillons, oiseaux, plantes et reptiles.

## Galerie

Faune et flore du parc naturel du fort de Bassein.
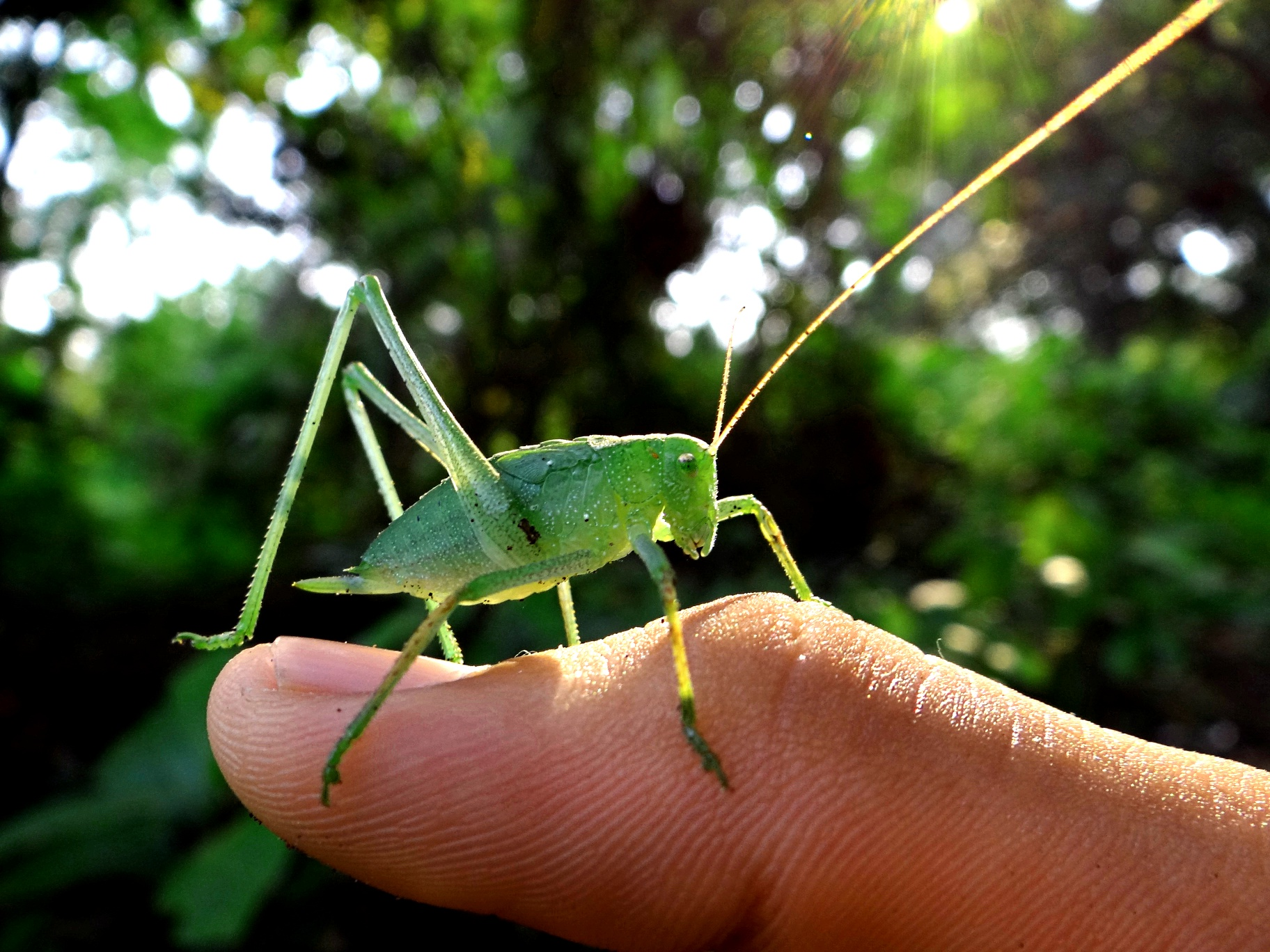
Une sauterelle.
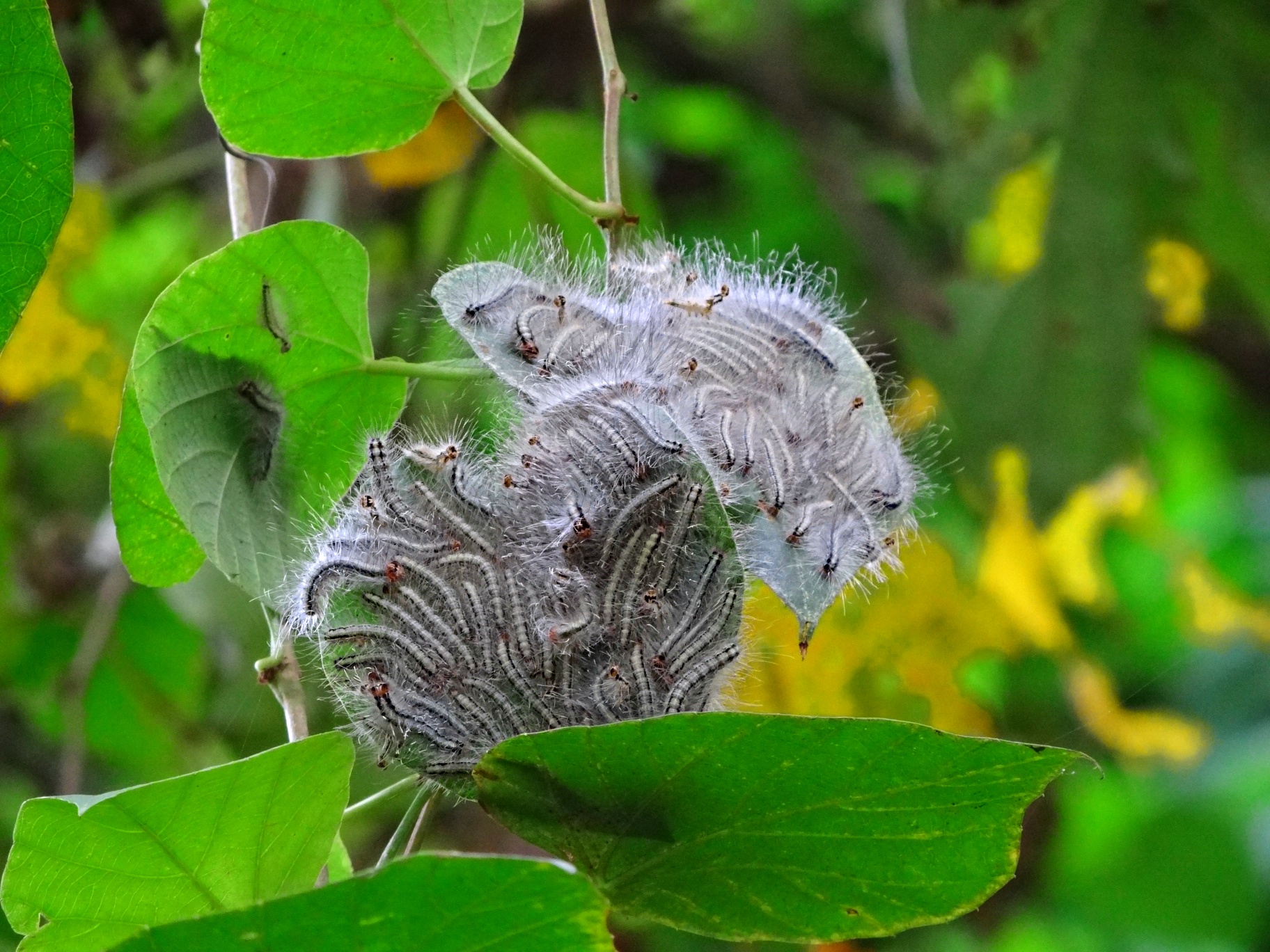
Chenilles.
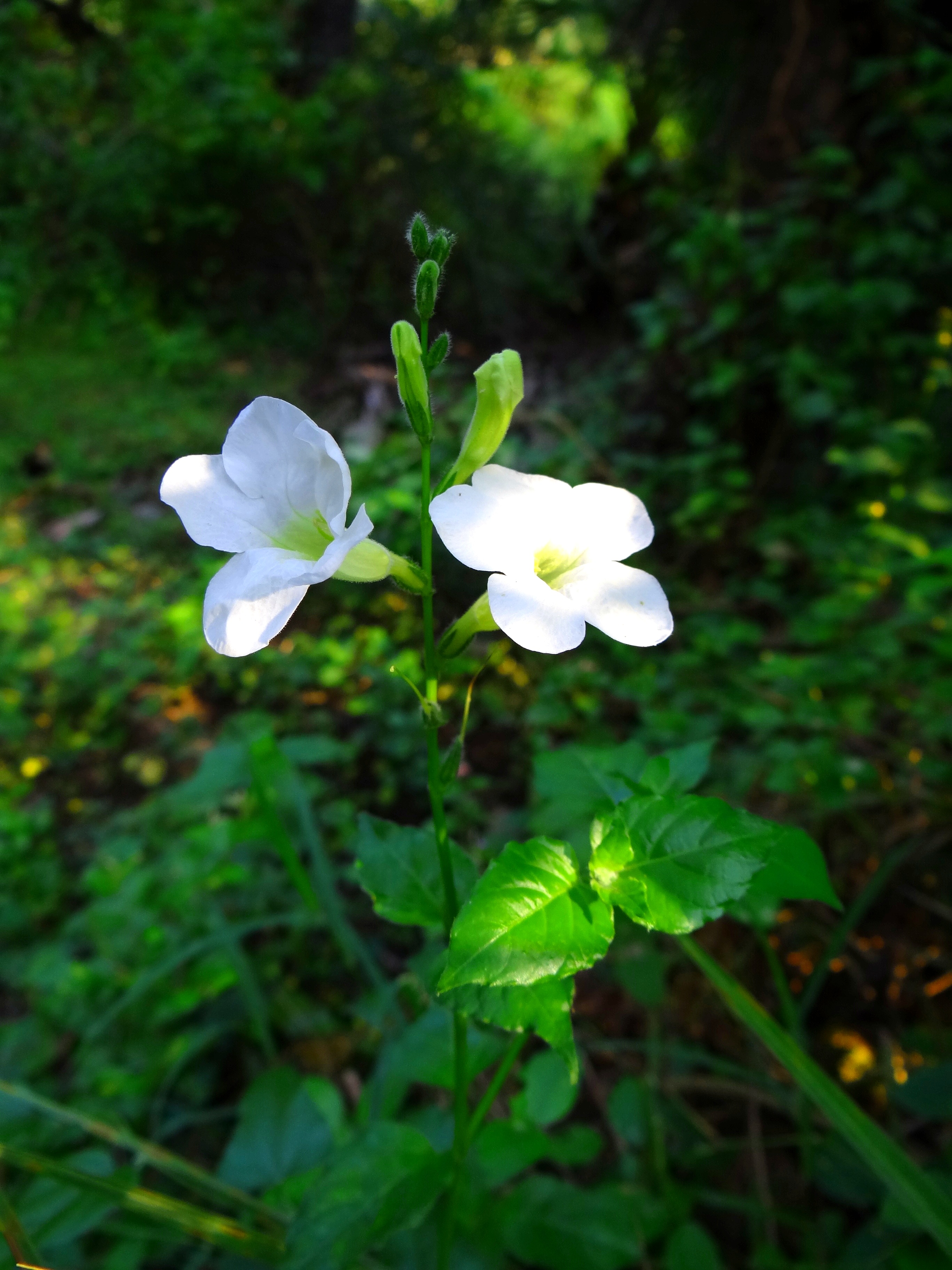
Fleurs sauvages.
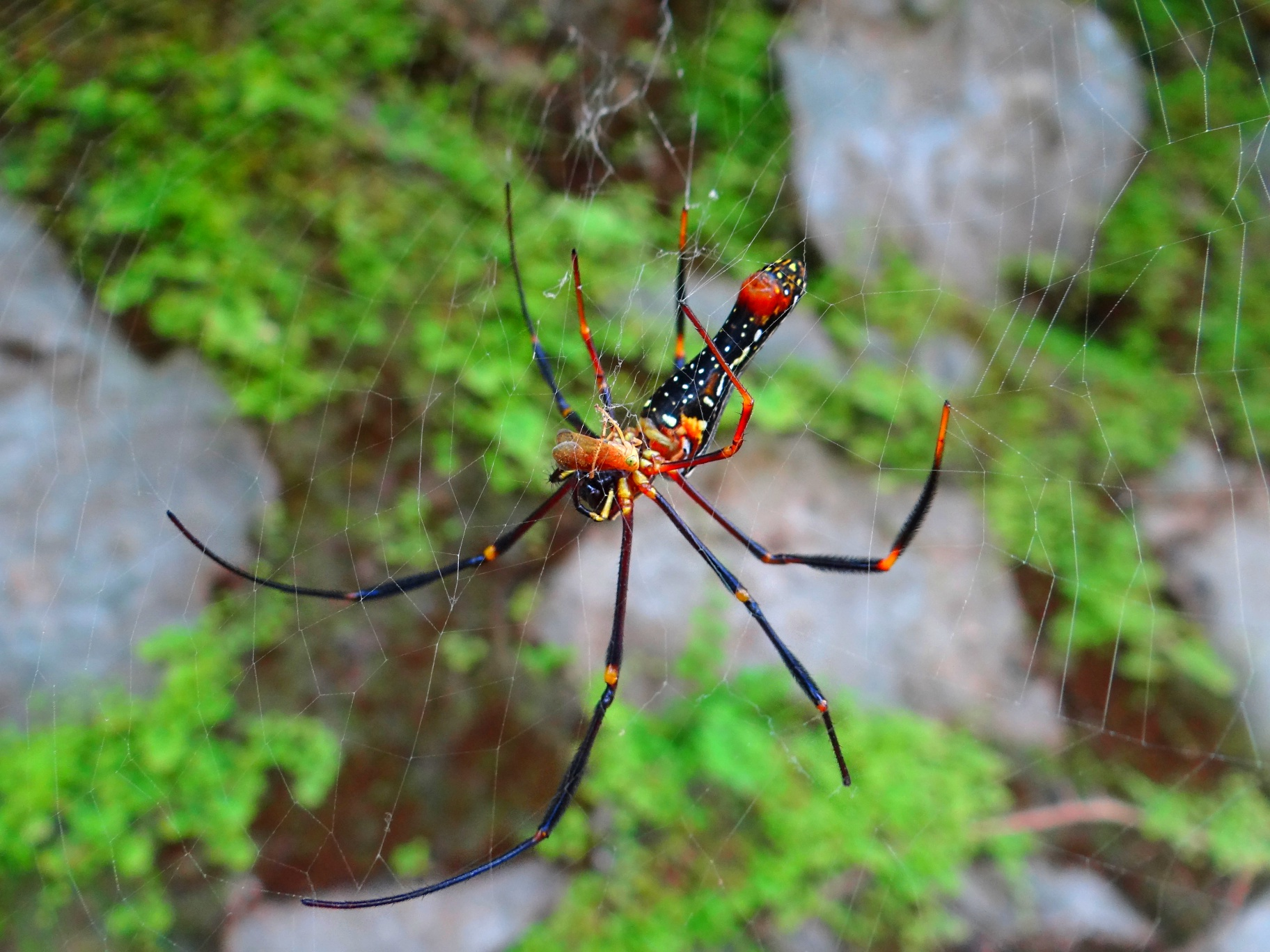
Araignée et papillon.
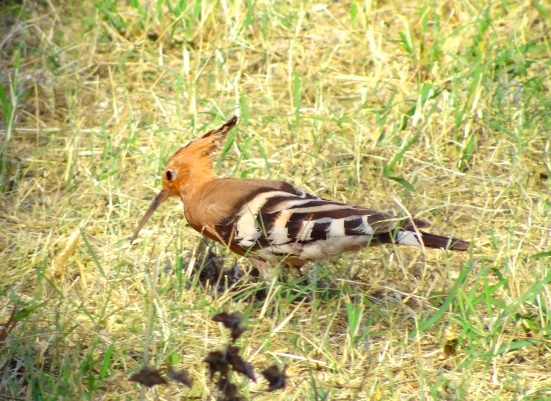
Huppe fasciée.
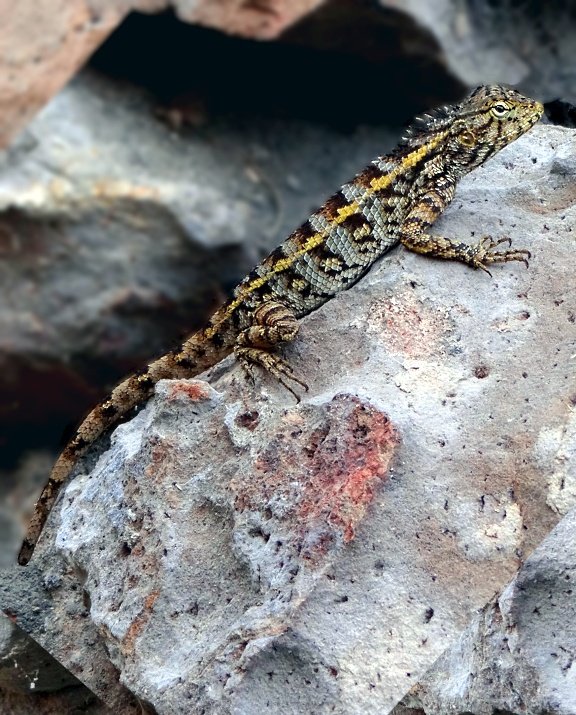
Lézard.
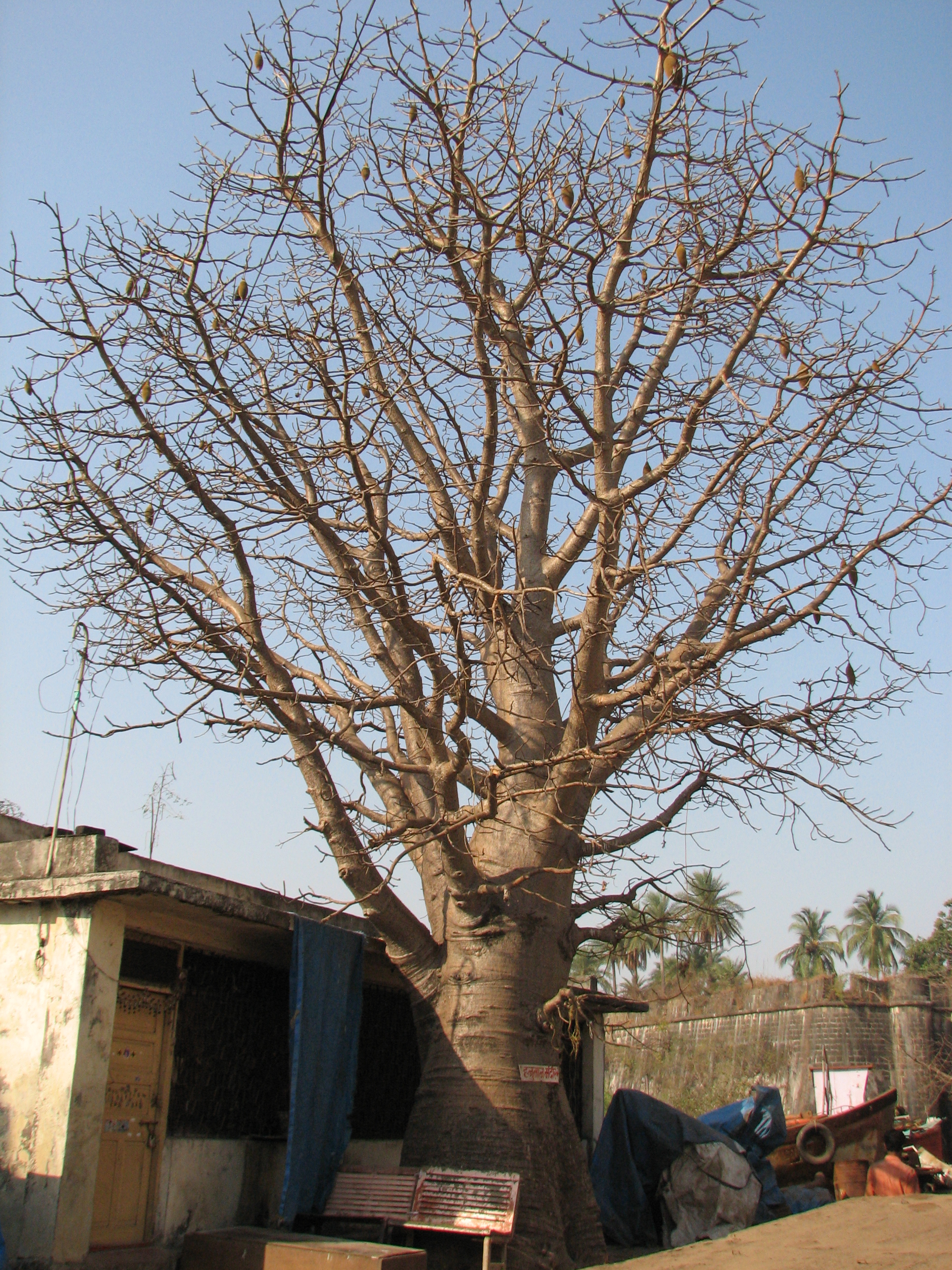
Baobab, à l'entrée du fort.